# کشیش (فیلم ۲۰۱۱)
کشیش (به انگلیسی: The Priest) نام فیلمی وسترن و ترسناک به کارگردانی اسکات استوارت است که در ۱۳ مه ۲۰۱۱ منتشر شد.

## داستان
در دنیایی متعلق به آینده، قرن‌ها ست که بین انسان‌ها و خون‌آشام‌ها جنگ وجود دارد و این اکثراً خون‌آشام‌ها هستند که پیروز می‌شوند. در یکی از همین درگیری‌ها، خون‌آشام‌ها به خانواده‌ای حمله می‌کنند و دختری را به اسارت می‌برند. کشیش که بین مردم و در شهری محصور شده، زندگی می‌کند، متوجه می‌شود که دختری که توسط خون‌آشام‌ها به اسارت گرفته شده، برادرزادهٔ اوست. او همراه با دوست پسر برادرزاده اش که کلانتر شهر محسوب می‌شود و به رغم مخالفت اصحاب کلیسا، تصمیم می‌گیرد برای مقابله به دل خون‌آشام‌ها بزند. با نزدیک شدن به محل آن‌ها و پیدا کردن ردی از برادرزاده اش، کم‌کم متوجه می‌شود این گروگان گیری در واقع یک تسویه حساب قدیمی است …

## بازیگران
- پل بتانی...... کشیش
- کم گیگندت.... کلانتر دهکده
- مگی کیو...... خواهر مقدس
- کارل آربان.... کلاه سیاه
- لیلی کالینز.... لوسی